# Contea di Hanyin
La contea di Hanyin (汉阴县S, Hànyīn XiànP) è una contea della Cina, situata nella provincia dello Shaanxi e amministrata dalla prefettura di Ankang.